# Système de conduction du cœur
 (avril 2017).
Si vous disposez d'ouvrages ou d'articles de référence ou si vous connaissez des sites web de qualité traitant du thème abordé ici, merci de compléter l'article en donnant les références utiles à sa vérifiabilité et en les liant à la section « Notes et références ».

Animation schématique de la séquence d'activation électrique du cœur avec tracé ECG

Le système de conduction du cœur (ou tissu nodal ou tissu cardionecteur) est la partie du tissu cardiaque constituée de cellules spécialisées responsables de la génération et de la propagation des impulsions électriques  contrôlant les battements du myocarde. Il correspond à l'innervation nerveuse intrinsèque du cœur.

## Morphologie
Quantitativement peu abondant, le tissu nodal est constitué par des cellules musculaires striées présentant plusieurs caractéristiques du tissu myocardique embryonnaire ; ces cellules sont noyées dans la masse du tissu myocardique et portent le nom de tissu nodal du fait qu'elles se répartissent en amas ou nœuds.
La répartition de ce tissu nodal à l'intérieur du myocarde est inégale : ces cellules sont regroupées pour former deux nœuds (connectés par un réseau internodal) et un filament ramifié.

### Nœuds
Les nœuds sont tous deux situés, chez le mammifère, dans la paroi de l'atrium droit.

#### Le nœud sinu-atrial
Le nœud sinu-atrial se présente comme une petite traînée blanche située sur la partie superficielle de la paroi postérieure de l'atrium droit, à proximité de l'abouchement de la veine cave supérieure dans l'atrium droit.
C'est à cette proximité des gros troncs veineux qu'il doit son nom de nœud sinusal, par analogie avec le cœur de batracien où le sang veineux se déverse dans un sinus.
Il donne l'impulsion électrique à tout le cœur en battant spontanément à une fréquence élevée de 60 battements par minute : c'est le rythme sinusal.
Il transmet son potentiel au nœud atrioventriculaire par 3 faisceaux de tissu nodal (antérieur, médian et postérieur) qui sont des bandes de tissu nodal mêlé à des fibres myocardiques. La voie antérieure se divise après avoir contourné la veine cave supérieure en un faisceau descendant vers le nœud atrioventriculaire et un faisceau vers l'atrium gauche (faisceau de Bachmann). L'existence et le rôle réel de conduction préférentielle de ces voies font encore l'objet de discussions.

#### Le nœud atrio-ventriculaire (oud'Aschoff-Tawara)
Le deuxième nœud, appelé nœud atrioventriculaire (ou d'Aschoff-Tawara), se trouve au niveau de la portion postéro-inférieure de la cloison inter-atriale, dans l'atrium droit, en avant de l'abouchement du sinus coronaire.
Il régule l'impulsion électrique et la transmet au tronc du faisceau de His,.
Par ailleurs, le nœud atrioventriculaire a une activité autonome de 40 battements par minute : c'est le rythme jonctionnel,.

### Réseau
Le nœud atrioventriculaire se prolonge par un filament de 2 cm environ, le tronc du faisceau de His, qui descend le long de la cloison inter-atriale, traverse la cloison atrioventriculaire droite, puis la portion fibreuse du septum interventriculaire et se divise en deux branches :
- la branche droite du faisceau de His descend le long de la cloison interventriculaire sous l'endocarde ;
- la branche gauche du faisceau de His qui, après avoir traversé le septum, descend le long du bord gauche de cette paroi.

Le faisceau de His a une activité autonome de 20 battements par minute : c'est le rythme idioventriculaire,.
Arrivées à la pointe des ventricules, ces deux branches se réfléchissent et se terminent par de multiples arborisations qui constituent un réseau se distribuant à tout le myocarde ventriculaire : le réseau de Purkinje.

## Systèmes de sécurité[2],[3]
Avec l’âge ou le développement de pathologies, il peut exister des défauts de conduction de l’influx de dépolarisation depuis le nœud sinusal. Le cœur ne reçoit alors plus l’ordre de se contracter pendant plusieurs secondes. C’est donc le nœud atrioventriculaire qui prend le relais du nœud sinusal. Chez les personnes âgées, il est possible de poser un pacemaker pour pallier la défaillance du tissu nodal. Le nœud atrioventriculaire, le faisceau de His, et le réseau de Purkinje sont donc des systèmes de sécurité qui peuvent prendre le relais du nœud sinusal en cas de défaillance.

## Fonctionnement

### Généralités
L'automatisme cardiaque est la propriété que présente le cœur de se contracter rythmiquement en l'absence de toute stimulation qui pourrait lui parvenir d'autres organes. Ce sont des cellules autoexcitables.
Lorsqu'il est séparé du reste de l'organisme, le cœur d'un mammifère (dont l'humain) peut continuer son activité pendant plusieurs heures, si l'on perfuse son système coronaire avec du sang incoagulable, ou tout simplement avec un liquide nutritif approprié. Le cœur fonctionne donc indépendamment de l'activité neuroélectrique.
Ce tissu nodal a une tendance spontanée à la dépolarisation, son potentiel de repos n'est pas stable comparé aux autres cellules de l'organisme qui sont habituellement stables, électronégatives, autour de -80mV. Cette tendance est liée à la "dépolarisation diastolique lente".
Si le système électrogénique est complètement intègre, le cœur bat à 60bpm, soit le rythme sinusal. En cas de dégradation, qu'importe son mécanisme, on passe au rythme jonctionnel de 40bpm dicté par le nœud atrio-ventriculaire. Enfin, le niveau le plus bas est le rythme idioventriculaire à 20bpm, dicté par le faisceau de His et ses fibres de Purkinje.

### Dépolarisation diastolique lente
Elle est liée à trois phénomènes ioniques à la membrane des cellules cardiomyocytaires nodales.
- Le courant de fond : la pompe sodium-potassium ATP dépendante a une activité diminuée dans ces cellules et donc le sodium s'accumule en intracellulaire. De plus, il y a une augmentation de l'activité de l'échangeur sodium-calcium avec encore une fois accumulation sodique intracellulaire. Son rôle est d'amplifier la dépolarisation.
- Le courant pacemaker : le canal ionique HCN devient très perméable aux cations (sodium, potassium…) dès lors que la cellule est hyperpolarisée ou proche de son potentiel de repos. Son rôle est d'enclencher la dépolarisation.
- Le courant calcique transitoire : il est lié aux canaux calciques de type T (transitoires) qui est voltage dépendant. Son rôle est aussi d'amplifier la dépolarisation.

## Propriétés du tissu nodal
Il est composé de cellules musculaires striées capables de ce contracter, mais qui ont gardées leurs propriétés embryologiques particulières de génération et de conduction électrique.
Ses propriétés intrinsèques sont :
- Rythmicité : activité régulière de génération d'un courant électrique / potentiel d'action
- Excitabilité : capacité à générer un potentiel d'action
- Auto excitabilité : capacité à générer sans intervention extérieure ce potentiel d'action
- Conductivité : capacité à transmettre ce potentiel d'action
- Contractilité : génération d'une contraction musculaire comme tout cardiomyocyte
- Automaticité : Il exerce toutes ces fonctions sans influence extérieure.

## Les cellules du tissu nodal[4]
- Les cellules P : petites cellules pâles situées au niveau du nœud sinusal.
- Les cellules S intermédiaires : on les rencontre au niveau du nœud atrioventriculaire.
- Les cellules S intermédiaires travailleuses : elles sont situées soit dans les nœuds, soit dans les faisceaux.
- Les cellules de Purkinje : on les trouve dans des amas de cellules dont certaines sont volumineuses et arrondies, avec un noyau central et du cytoplasme en périphérie, comportant du glycogène et des myofibrilles striés périphériques. Elles sont très spécialisées, à la fois nerveuses et musculaires (neuromusculaires).